# Museo Agrícola de Cambrils
El Museo Agrícola de Cambrils (Museu Agrícola de Cambrils en catalán) o antiguamente la Bodega del Sindicato Agrícola (Celler del Sindicat Agrícola en catalán) es un museo y edificio de la ciudad española de Cambrils, catalogado en el Inventario del Patrimonio Arquitectónico de Cataluña.

## Museo
La nave principal de la antigua bodega cooperativa de Cambrils está dedicada a mostrar, en su contexto, el proceso de elaboración del vino y del aceite de oliva. A partir de las instalaciones y de la maquinaria, y con la ayuda de paneles explicativos, el visitante puede seguir paso a paso los sucesivos estadios de la producción del aceite y del vino, desde la llegada a la cooperativa de la materia prima hasta el producto final. A lo largo del recorrido se muestran los lagares, una gran variedad de prensas, tinas, cubas y toneles para el almacenamiento y el transporte, así como otros utensilios y maquinaria que intervienen a lo largo del proceso productivo.
Desde su inauguración en 1921 y hasta 1994, en la bodega cooperativa se realizó todo el proceso de producción del vino. A partir de 1994, el edificio, propiedad de la Cooperativa Agrícola i Caixa Agrària de Cambrils, heredera del antiguo sindicato, pasó por un período de reformas para rehabilitarlo como museo, el cual, con el nombre de Museo Agrícola, en 1997 pasó a formar parte de la red del Museo de Historia de Cambrils.

## Arquitectura

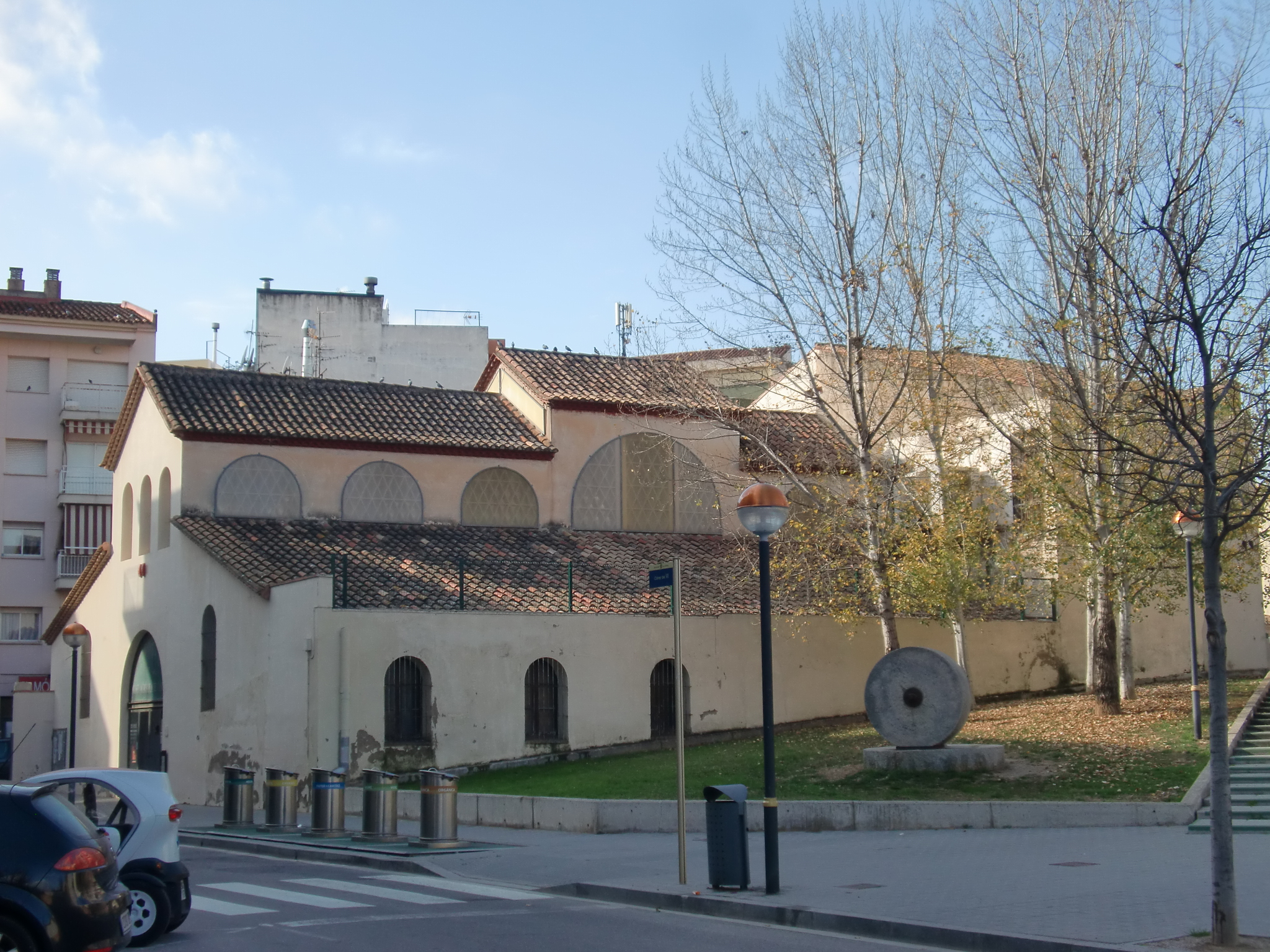
Imagen lateral de la bodega

La bodega está formada por una gran nave basilical con un cuerpo central más elevado y dos cuerpos laterales más bajos. La fachada, toda ella encalada, tiene varias aberturas de arco de medio punto; el cuerpo central está abierto sobre los laterales por grandes ventanas, también de arco de medio punto, con celosías hechas de ladrillo. Otro cuerpo, de más altura, se anexa al cuerpo principal por la parte posterior; el frontón, que da a la calle, cuenta con un gran arco, enmarcado por varias hileras de ladrillo (donde se descargaba la uva). Las cubiertas son a dos o una vertiente, según la situación y las alturas de los diferentes cuerpos.
En el interior, las cubiertas están soportadas por pilares y arcos de medio punto, rampantes y equilibrados, todo de ladrillo. Los paramentos son también encalados. La cubierta es de vigas de madera y de ladrillo.
El contraste entre los paramentos blancos y los elementos de apoyo de ladrillo rojo, así como la variedad de arcos, da a este interior una belleza plástica especial.
Globalmente, esta bodega, a pesar de utilizar elementos gaudinianos, tiene una apariencia bastante austera que la acerca claramente al novecentismo.

## Historia
La antigua bodega del Sindicato Agrícola de Cambrils se encuentra en el centro de Cambrils, en un lugar llamado, en el momento de la construcción, la Pallissa.
Ya en 1902, un grupo de pequeños y grandes terratenientes fundó el Sindicat Agrícola i Caixa Rural d'Estalvis i Préstecs. No fue, sin embargo, hasta 1919 que el arquitecto Bernardí Martorell firmó el plano de la Bodega del entonces conocido como Sindicat Agrícola de Producció (se conocen otros planos sin firmar de 1914, que no precisaban el lugar). Parece que el edificio se construyó entre 1920 y 1922. Aunque se había inaugurado en 1921, fue necesario un empuje de la familia local Vidal i Barraquer para terminarlo.
En las obras participó el empresario tarraconense Josep Icart Bargalló.
Con el paso de los años, la bodega se fue ampliando. Así entre 1945 y 1947 se construyó una nueva nave, según proyecto de Antoni Pujol i Sevil, derribada en la década de los 2000.
En 1993 la Bodega dejó de funcionar y poco después se instaló el Museo Agrícola de Cambrils. En 1998 se abrió un agrotienda.